# Tây An (xã)
Tây An là một xã thuộc huyện Tây Sơn, tỉnh Bình Định, Việt Nam.
Xã Tây An có diện tích 10,73 km², dân số năm 1999 là 5482 người, mật độ dân số đạt 511 người/km².

## Hành chính
Xã Tây An được chia thành 5 thôn: Đại Chí, Đồng Quy, Háo Nghĩa, Mỹ Đức, Trà Sơn.